# Mühlhausen (Stuttgart)
Koordinaten: 48° 51′ N, 9° 14′ O

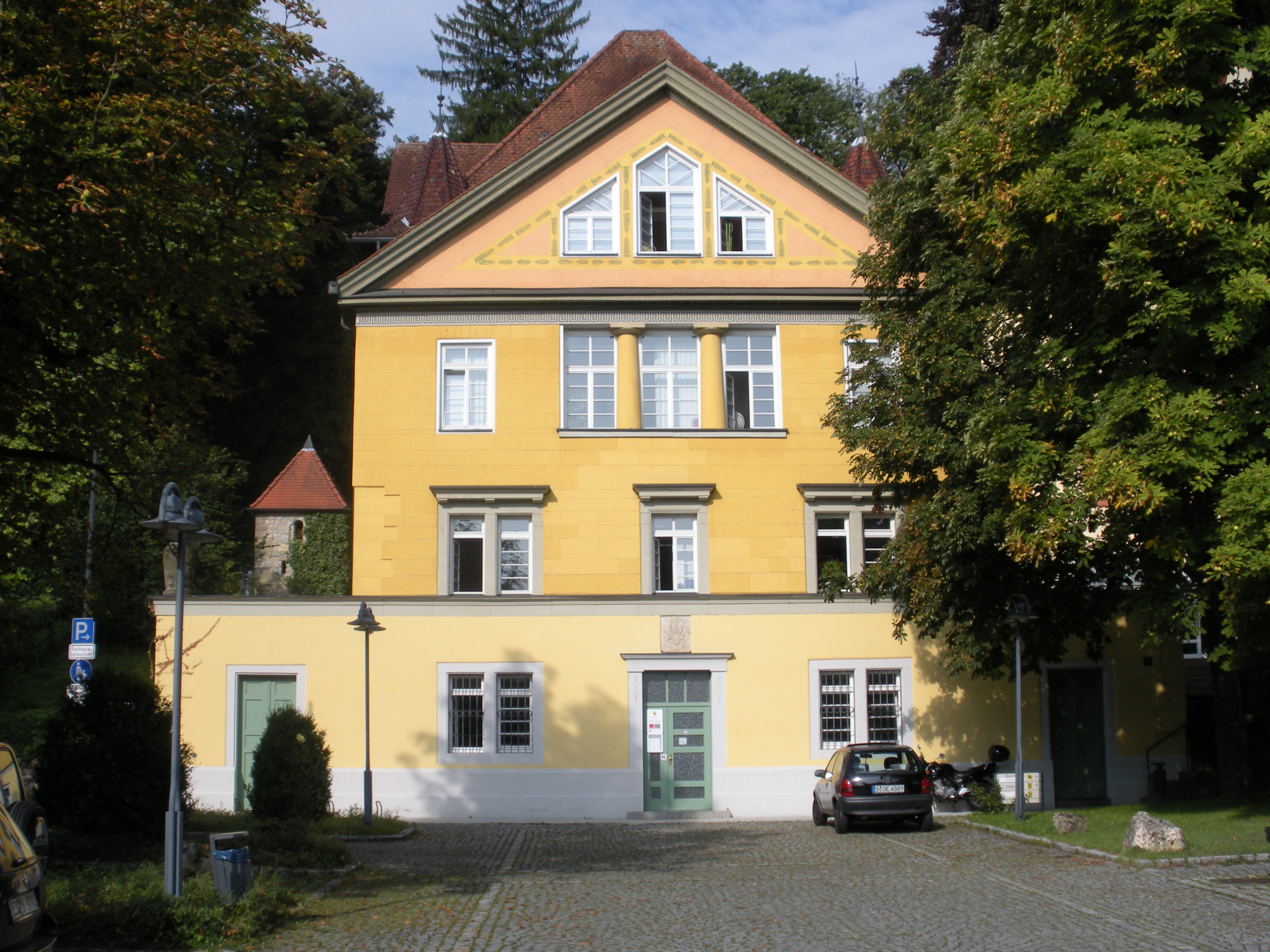
Bezirksrathaus Mühlhausen im Palm’schen Schloss

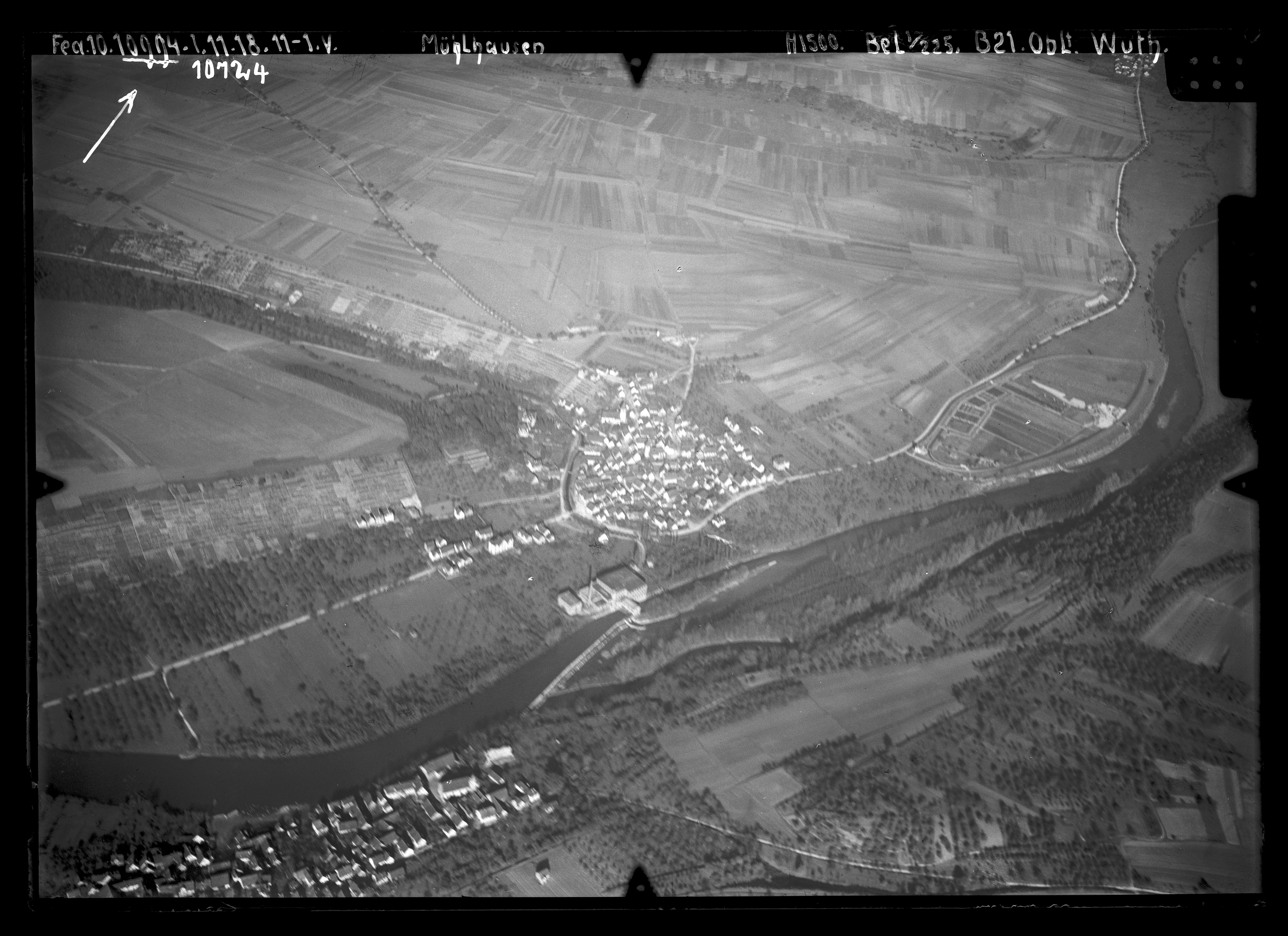
Luftbild von Mühlhausen, November 1918

Mühlhausen am Neckar ist ein Stadtbezirk im Norden der baden-württembergischen Landeshauptstadt Stuttgart. Die zum Stadtbezirk gehörenden Stadtteile Freiberg und Mönchfeld sowie das namensgebende Mühlhausen liegen links vom Neckar, Hofen und Neugereut rechts, wobei nur Mühlhausen und Hofen direkt am Neckar liegen.

## Landschaft
Mühlhausen liegt an der Mündung des Feuerbachs in den Neckar.
Bei Stuttgart-Hofen liegt der im Zuge der Neckarkanalisierung entstandene Max-Eyth-See, ein beliebtes Naherholungsgebiet. Das gegenüberliegende Neckarufer bilden die steilen Weinberglagen des Zuckerle und der Steinhalde. Insgesamt besitzt der Stadtbezirk 14 Hektar Weinbergsfläche (→ Weinbau in Stuttgart).
In Mühlhausen befindet sich seit 1916 die Kläranlage der Stadtentwässerung Stuttgart, die mittlerweile die größte Kläranlage Baden-Württembergs darstellt. Die dort anfallenden Klärschlämme wurden zum Teil für die Verfüllung der entlang des Neckars neckarabwärts des Stadtteils Münster befindlichen ehemaligen Steinbrüche verwendet. Besonderes Merkmal der Kläranlage ist der 97 Meter hohe Schornstein der Klärschlammverbrennung, welcher schon von weitem als Landmarke zu erkennen ist.

## Geschichte

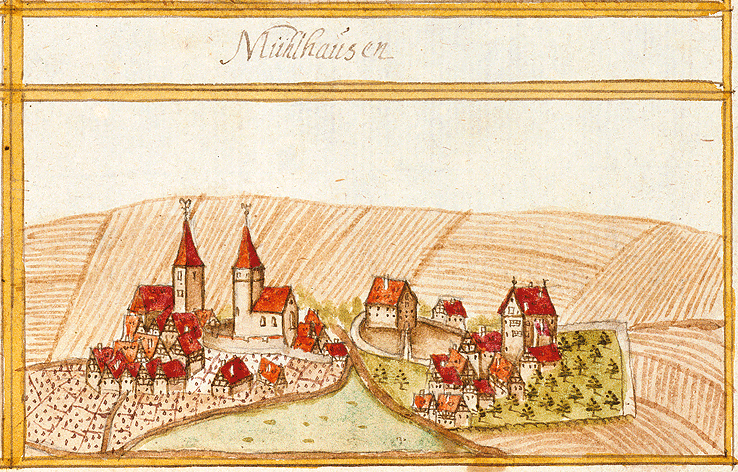
Mühlhausen 1685, Forstlagerbuch von Andreas Kieser
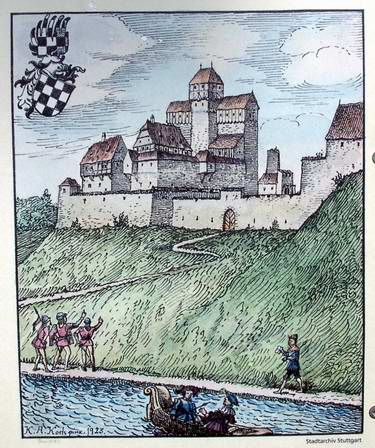
Burg Hofen, Hofen am Neckar
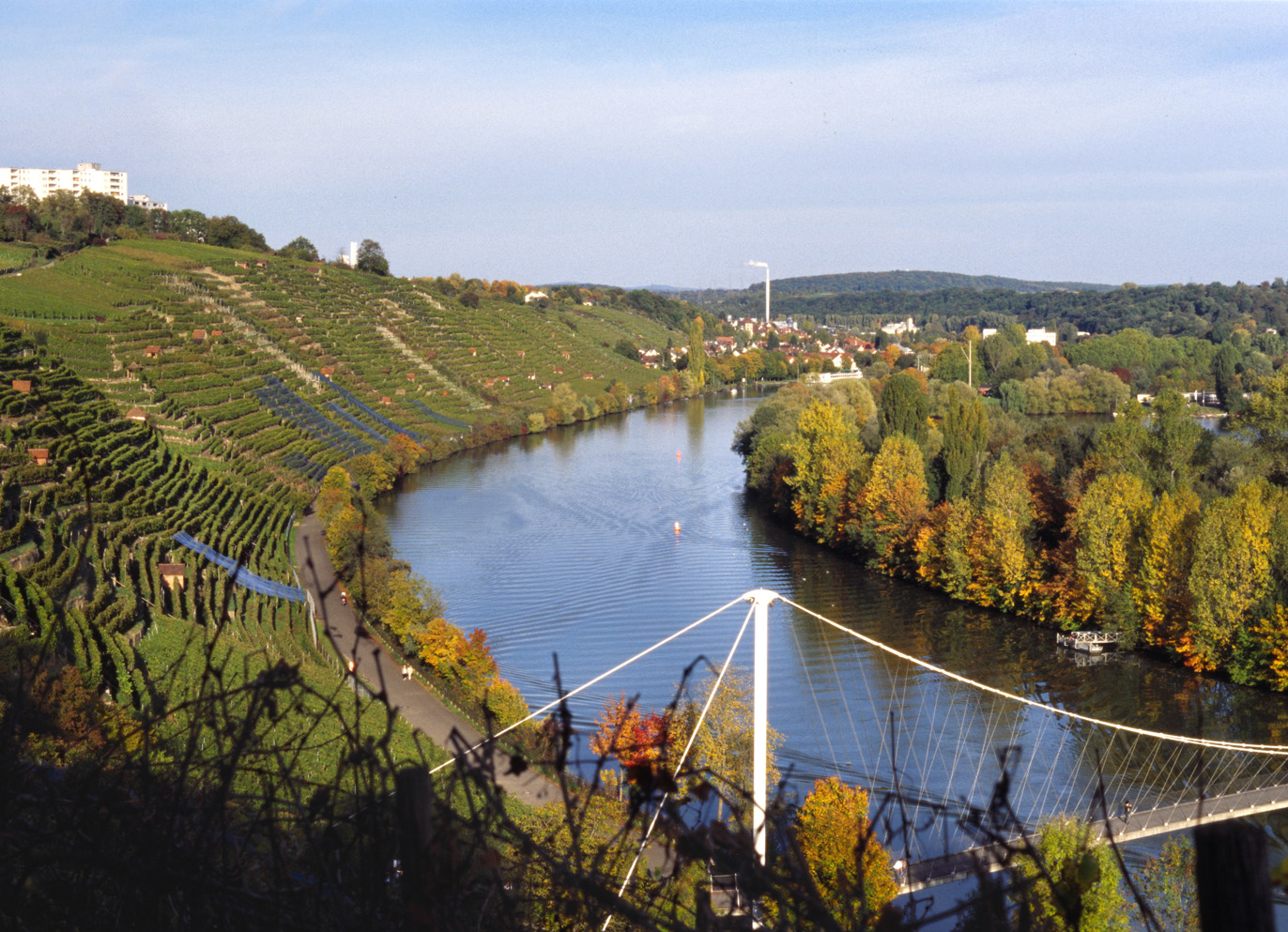
Zuckerle-Weinberge am Neckar – rechts der Max-Eyth-See
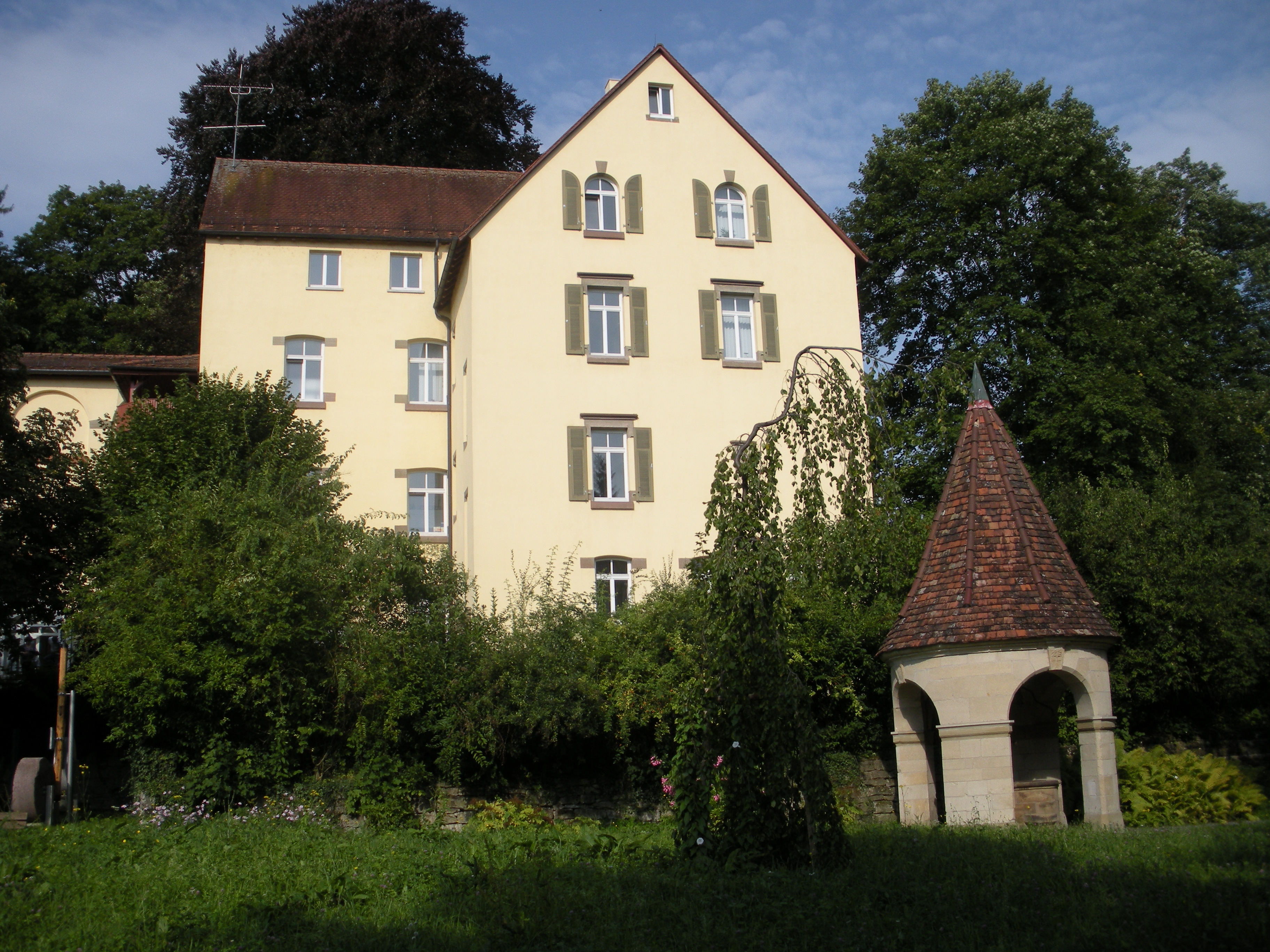
Ehem. Schloss Stuttgart-Mühlhausen
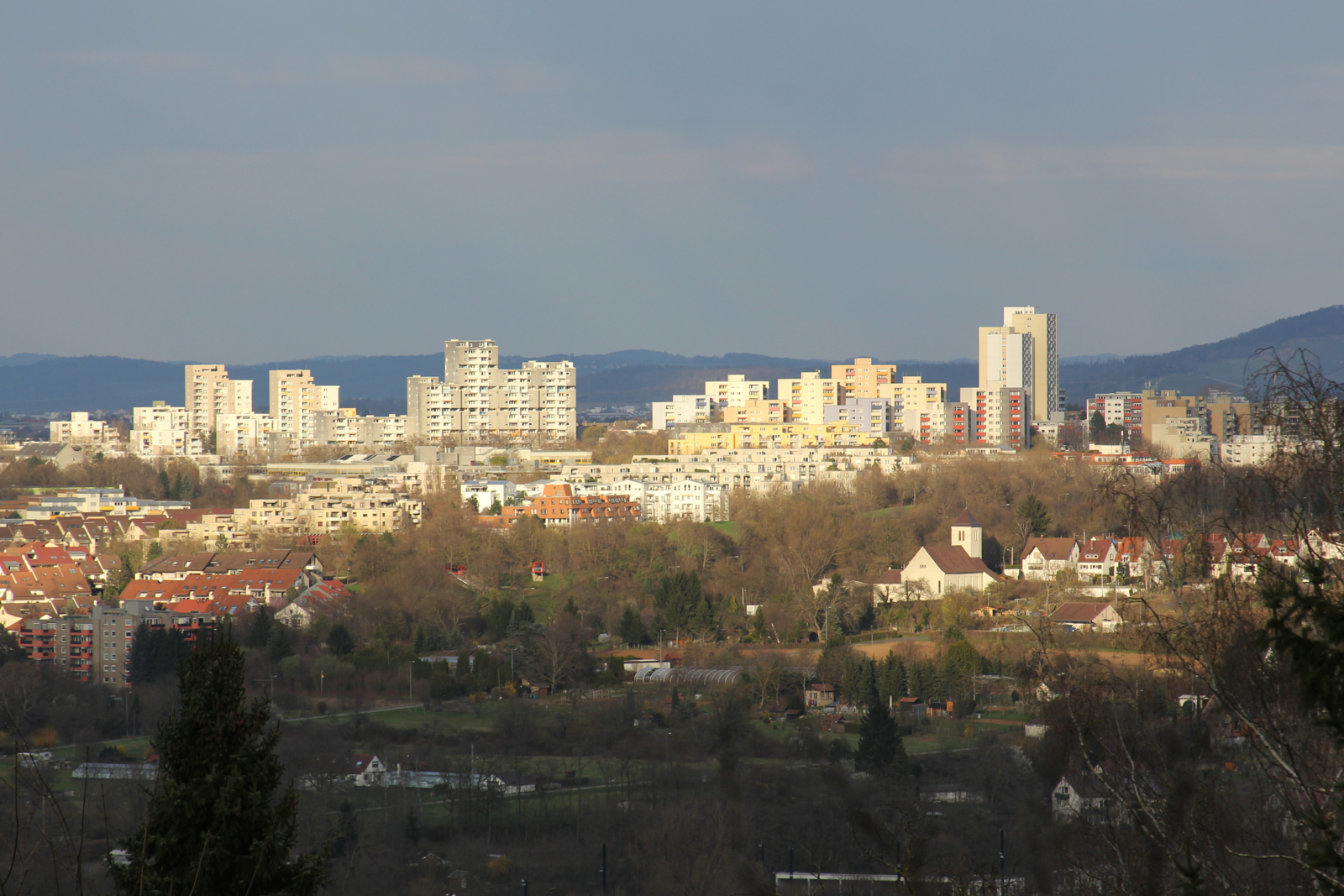
Neubausiedlung Stuttgart-Neugereut

Mühlhausen liegt in fruchtbarem Ackerland, das seit dem Frühneolithikum besiedelt ist (bandkeramische Kultur: Siedlung und Gräberfeld am Viesenhäuser Hof). Die erste urkundliche Erwähnung Mühlhausens ist vermutlich aus dem Jahr 708, die Hofens ist aus dem Jahr 1120.
Mühlhausen war ein mittelalterliches Rittergut. Der dem ursprünglichen Ortsadel angehörende Reinhard von Mühlhausen erwarb in der zweiten Hälfte des 14. Jahrhunderts auch das Bürgerrecht von Prag. Er stiftete 1380 die Veitskapelle. Über die Herren von Neuhausen kamen Teile der Ortsherrschaft Mühlhausen 1461 an Caspar und Heinrich von Kaltenthal. Um 1500 vervollständigte Jakob von Kaltental den Besitz. Im Jahr 1567 führte Engelbold von Kaltental in Mühlhausen die Reformation ein. Mutmaßlich ist nach ihm auch die Ruine Engelburg benannt. Nachdem Engelbold im Jahr 1582 gestorben war, teilten seine Töchter das Erbe auf. Über verschiedene Stationen gelangte der Ort 1728 an die Herren von Palm. Bis 1806 war Mühlhausen als Rittergut dem Ritterkanton Kocher einverleibt, ab dann wurde es württembergisch.
Hofen war ein ursprünglich württembergischer Ort, der 1369 an die Herren von Neuhausen kam, in deren Besitz er bis 1753 blieb. Danach wurde er von Württemberg zurückgekauft.
Mühlhausen und Hofen wurden im Zuge der Verwaltungsreform des Landes Württemberg 1818 dem Oberamt Cannstatt zugeteilt, das bis zu seiner Auflösung Teil des Neckarkreises war. 1923 wurden beide Gemeinden nach Auflösung der Oberamts Cannstatt dem Amtsoberamt Stuttgart zugeordnet. Hofen wurde am 1. Juli 1929 und Mühlhausen am 1. Mai 1933 nach Stuttgart eingemeindet.
In der Nacht vom 14. zum 15. April 1943 gab es den ersten Luftangriff auf Mühlhausen, bei dem u. a. die mittelalterliche Walpurgiskirche zerstört wurde.

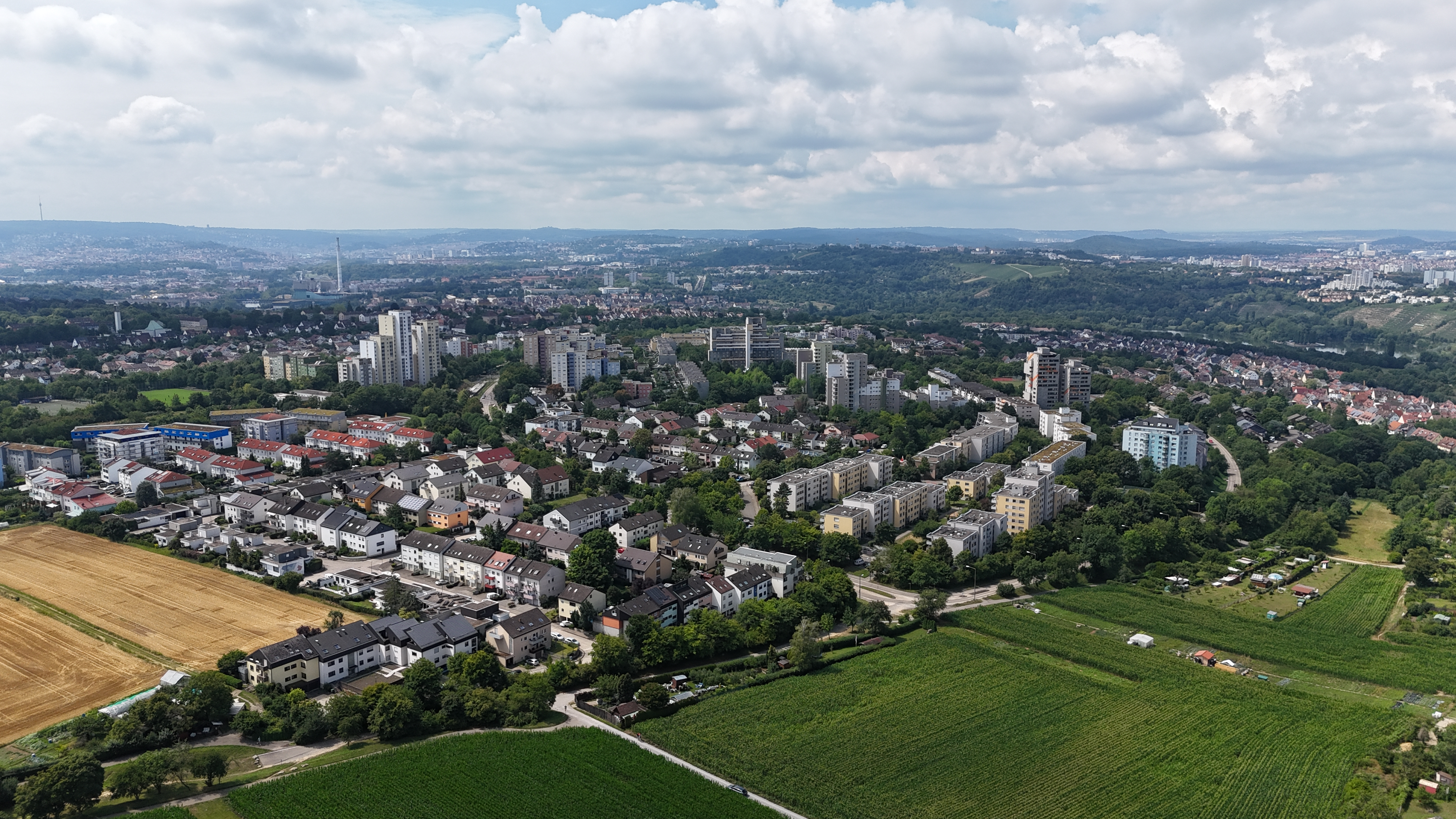
Luftaufnahme von Stuttgart-Neugereut aus Richtung Nord-Ost

1952 wurde der bis dahin zum Stadtbezirk Bad Cannstatt gehörende Stadtteil Hofen dem Stadtbezirk Mühlhausen zugeordnet. Von 1956 bis 1964 wurde der neue Stadtteil Mönchfeld als Wohnsiedlung des sozialen Wohnungsbaus errichtet.
Mit Freiberg entstand von 1964 bis 1973 ein weiterer Stadtteil auf einem Gebiet, das bis 1963 zum Stadtbezirk Münster gehörte, dann aber dem Stadtbezirk Mühlhausen zugeordnet wurde.
Jüngster Stadtteil des Stadtbezirks Mühlhausen ist das zwischen 1969 und 1977 entstandene Neugereut, das mit Mehrfamilien-, Reihen- und Hochhäusern bebaut wurde.
Seit 1977 hat der Stadtbezirk Mühlhausen somit fünf Stadtteile, die auch bei der Neugliederung der Stuttgarter Stadtteile zum 1. Januar 2001 nicht verändert wurden. Das Bezirksrathaus in Mühlhausen verwaltet somit nach wie vor fünf Stadtteile.

### Konfessionsstatistik
Der Anteil der Protestanten in Mühlhausen sinkt derzeit kontinuierlich wie auch in Stuttgart allgemein. Ende 2019 waren von den Einwohnern Mühlhausens 24,3 % katholisch und 21,2 % evangelisch. Eine Mehrheit von 54,5 % hatte entweder eine andere oder keine Religionszugehörigkeit.

## Verkehr

### Bahn- und Busverkehr
Der Stadtbezirk Mühlhausen ist an das Netz der Stuttgarter Stadtbahn angeschlossen. Die Stadtteile Mönchfeld und Freiberg sind mit der Linie U7 (Mönchfeld–Hauptbahnhof–Ostfildern), Mühlhausen und Hofen mit den Linien U12 (Remseck–Hauptbahnhof–Dürrlewang) und U14 (Mühlhausen–Charlottenplatz–Vaihingen Bahnhof) sowie Neugereut mit den Linien U2 (Neugereut–Rotebühlplatz–Botnang) und U19 (Neugereut–Neckarpark) erreichbar. Zudem verkehren im Stadtbezirk mehrere Buslinien. Alle fünf Stadtteile sind über die Linie 54 von Freiberg nach Neugereut untereinander angebunden, in der Hauptverkehrszeit verkehrt diese Buslinie weiter zum Sommerrain zum dortigen S-Bahn-Haltepunkt (Linien S2 und S3). Die Buslinie 53 fährt durch das Feuerbachtal von Mühlhausen über Zazenhausen nach Zuffenhausen. Zudem gibt es noch die Nachtbuslinie N5, die vom Schlossplatz und Bad Cannstatt kommend im Stadtbezirk entlang des Verlaufs der Linie 54 verkehrt.

### Radverkehr
Durch das Neckartal verlaufen die Hauptradrouten (HRR) 11 (linkes Ufer) und 12 (rechtes Ufer) der Stadt Stuttgart. Ausgeschildert ist der Neckartal-Radweg, der am linken Ufer als Landes-Radfernweg verläuft; auf derselben Trasse führt der Württemberger Weinradweg durch Mühlhausen. Diese Routen verbinden Mühlhausen mit Münster und Bad Cannstatt (und damit auch mit dem Stadtzentrum) und in der anderen Richtung mit Remseck und Marbach am Neckar. Für die Zukunft ist zwischen Stuttgart-Mitte und Remseck auch eine Radschnellverbindung geplant.
Die HRR 8 soll künftig Mühlhausen über Mönchfeld und Freiberg mit dem nördlichen Zuffenhausen und mit Stammheim verbinden. Bis Zuffenhausen ausgeschildert ist die HRR 21, die über Zazenhausen durch das Feuerbacher Tal verläuft.
Als Freizeitroute führt die beschilderte Rundstrecke Radel-Thon durch Mühlhausen. Sie verläuft von Bad Cannstatt kommend am Neckar entlang und zweigt ins Feuerbacher Tal ab Richtung Zazenhausen. Sie biegt aber vor dem Ort rechts ab und führt am Stadtrand von Kornwestheim vorbei nach Stammheim.
Im Sommerhalbjahr ist an Sonn- und Feiertagen die Außerortsstrecke Wagrainstraße – Hofener Straße zwischen Hofen und Bad Cannstatt weitgehend autofrei mit den Zielen, dass hier jeweils auch Familien unbeschwert Radfahren können und dass die Fußgänger den sonst für den Radverkehr freigegebenen Gehweg für sich haben.

### Flugplatz
An der nördlichen Grenze zu Kornwestheim und Remseck am Neckar befindet sich der Flugplatz Pattonville, der sich noch auf der Gemarkung Mühlhausen befindet. Dieser ist aber von Mühlhausen aus nicht direkt, sondern nur über Kornwestheim oder den Remsecker Stadtteil Aldingen zu erreichen.

## Sehenswürdigkeiten

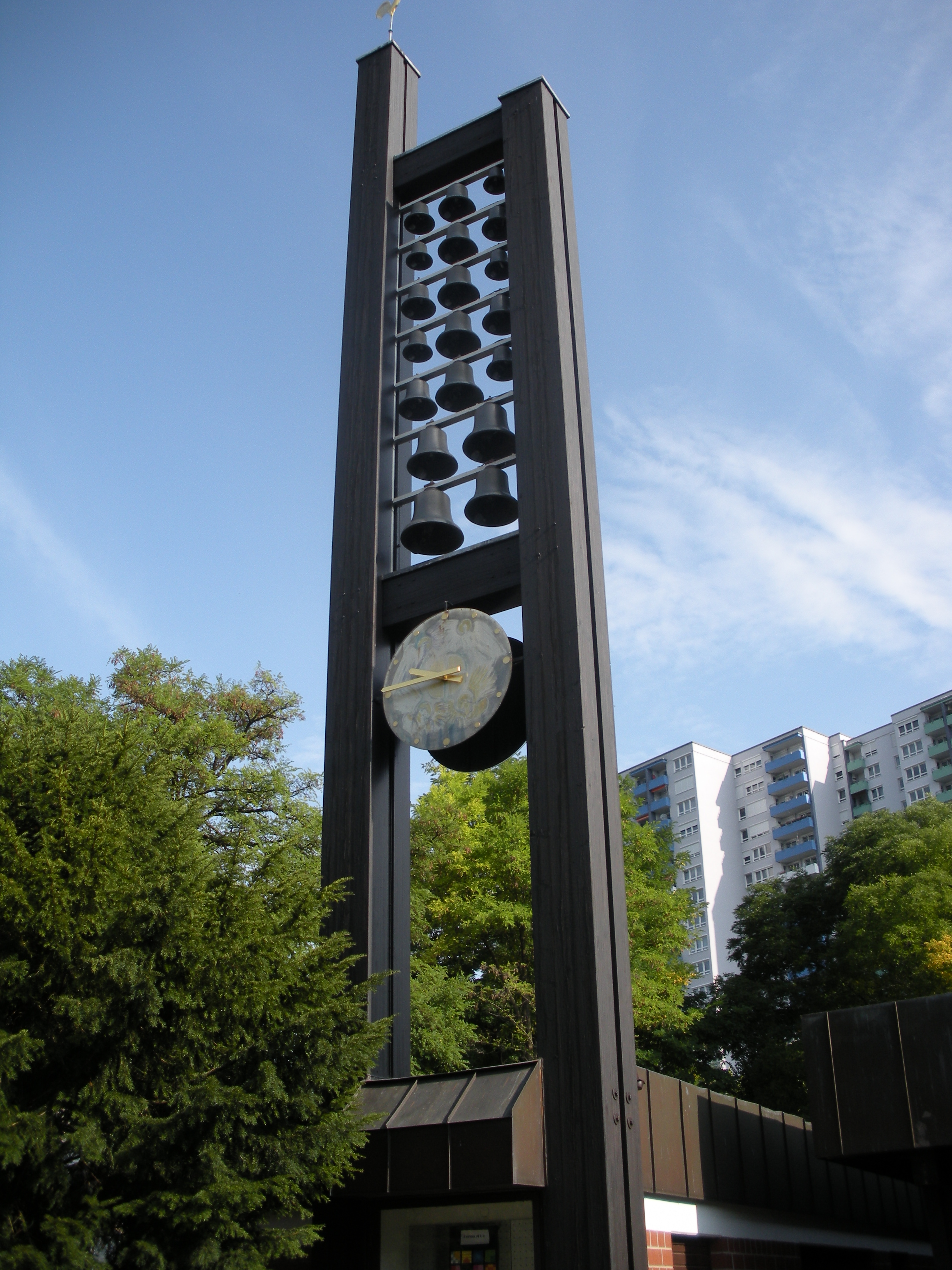
Turm der ev. Kirche Stuttgart-Freiberg (Mühlhausen)
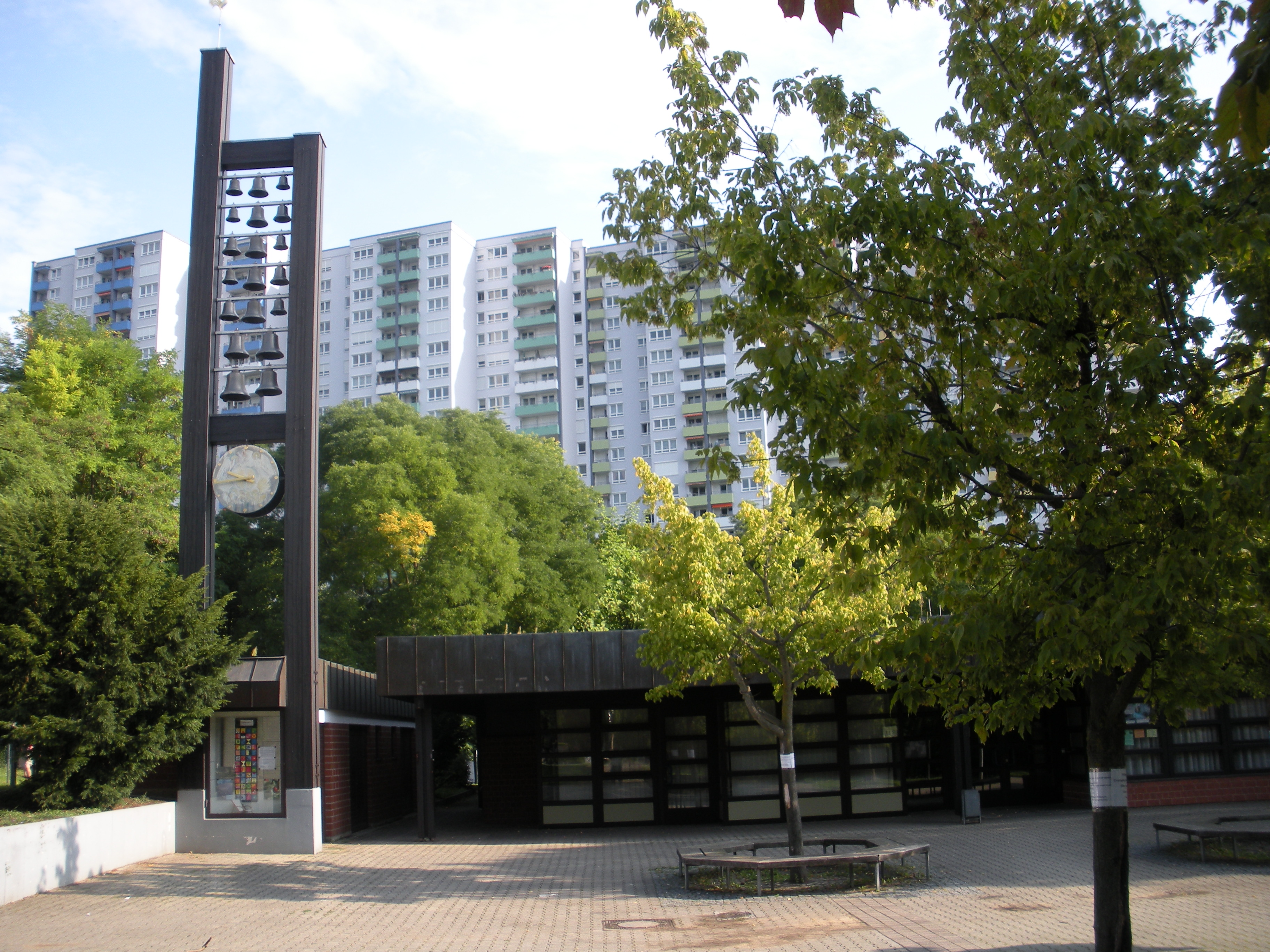
Ev. Kirche Freiberg Stuttgart-Freiberg (Mühlhausen)
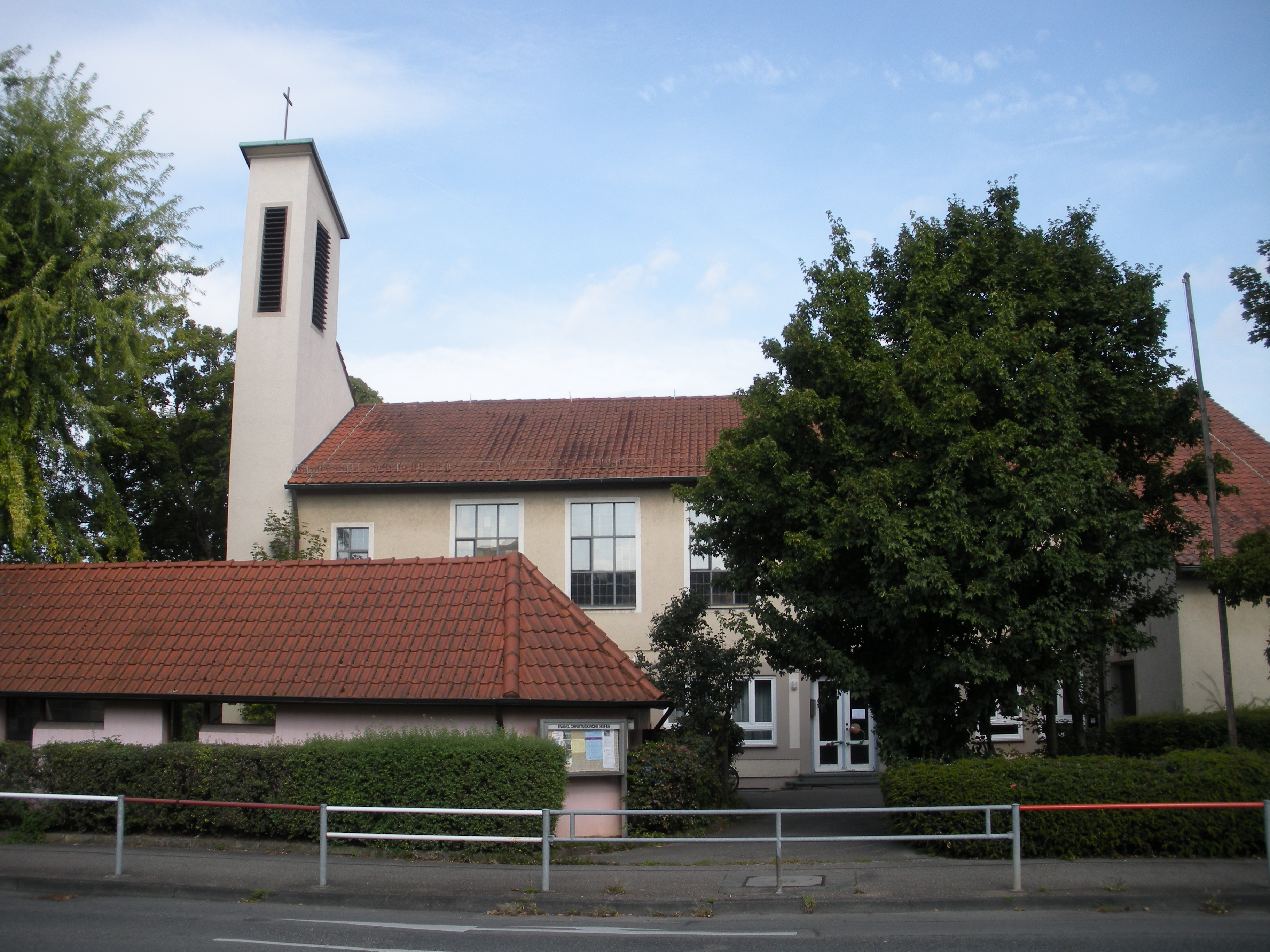
Ev. Christuskirche Stuttgart-Hofen (Mühlhausen)
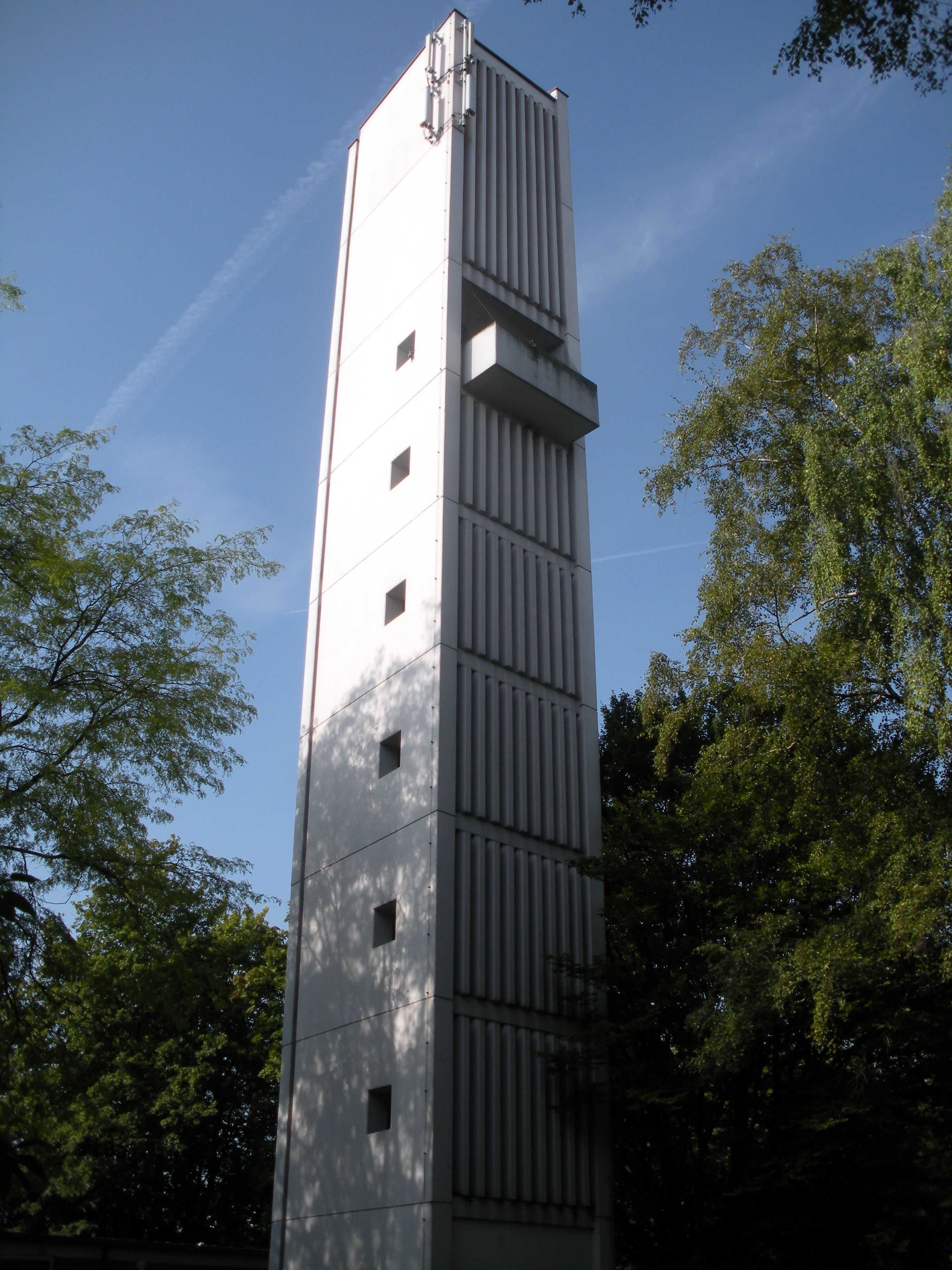
Turm der ev. Kirche Stuttgart-Mönchfeld (Mühlhausen)
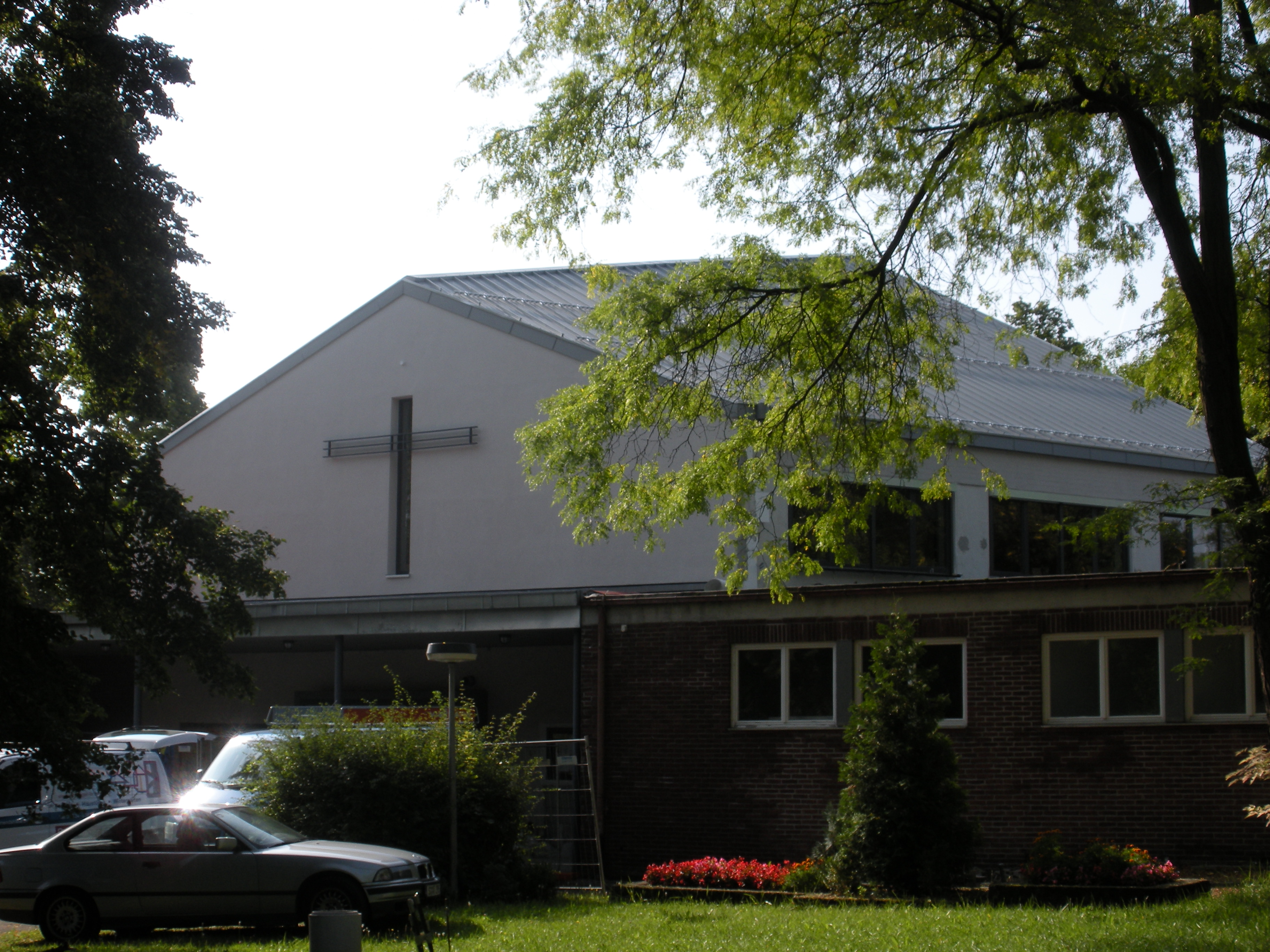
Ev. Kirche Stuttgart-Mönchfeld (Mühlhausen)
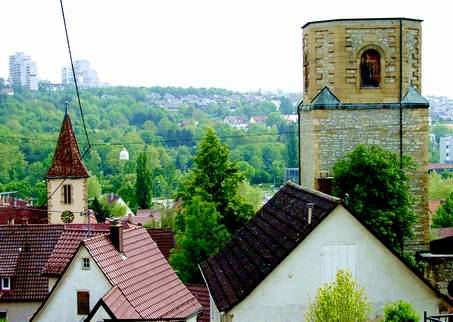
Ev. Veitskapelle und Ruine der Walpurgiskirche
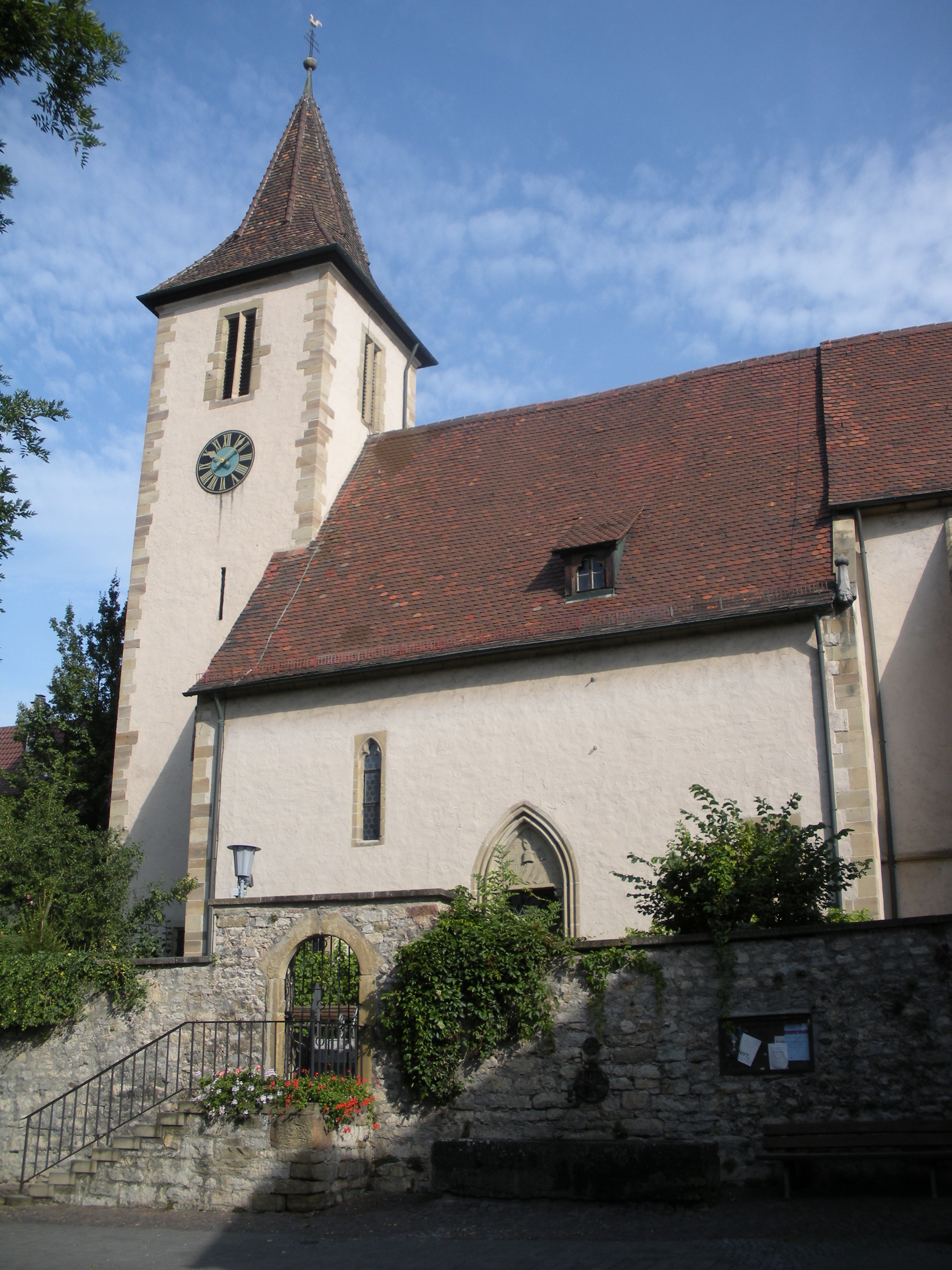
Ev. Veitskapelle Stuttgart-Mühlhausen
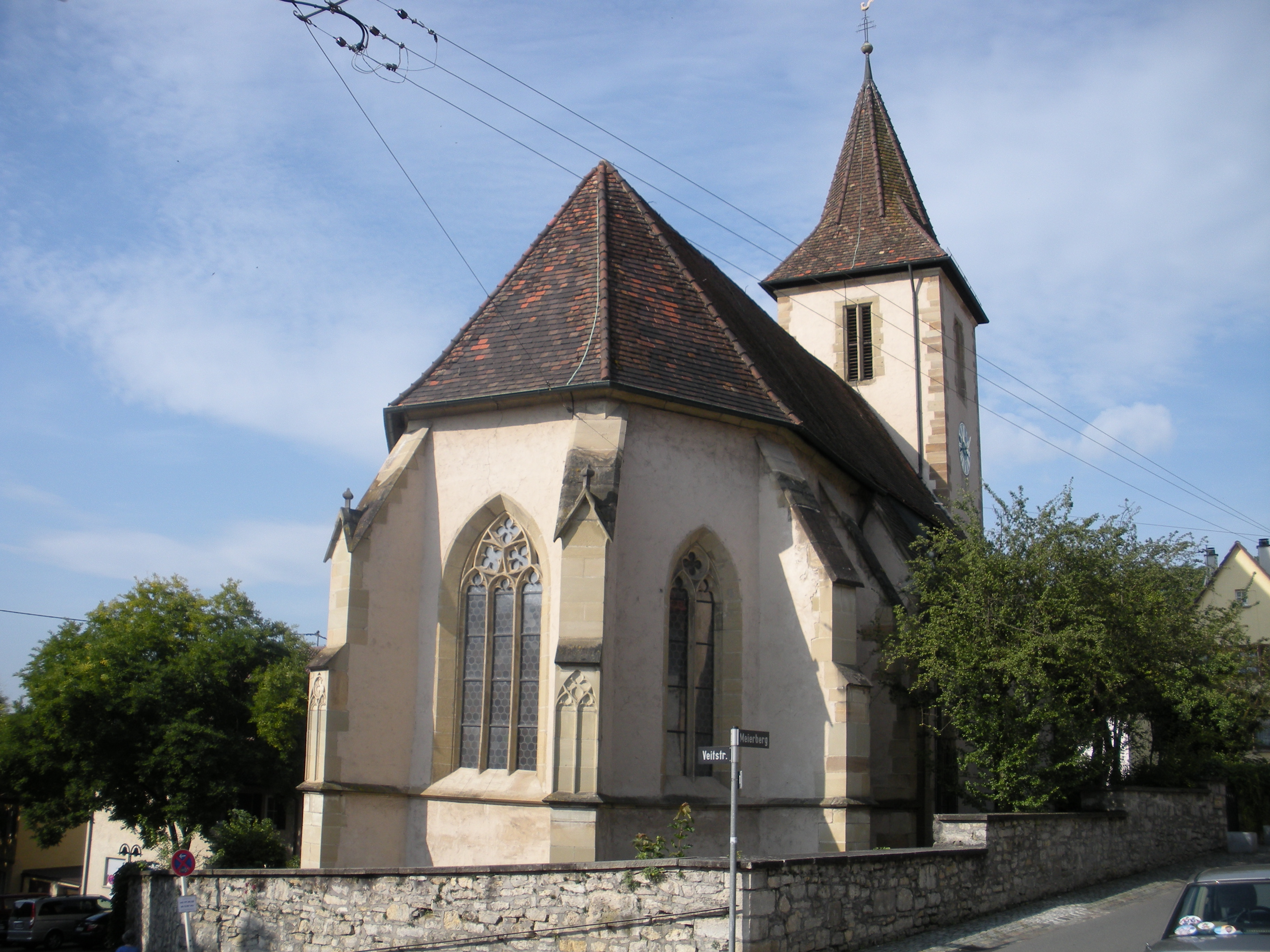
Ev. Veitskapelle Stuttgart-Mühlhausen
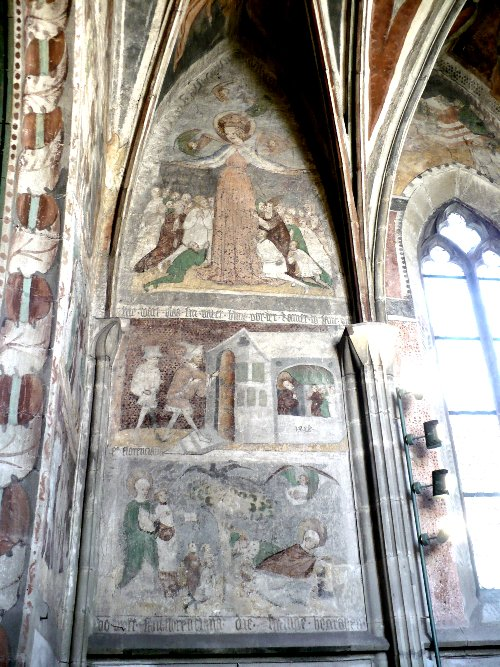
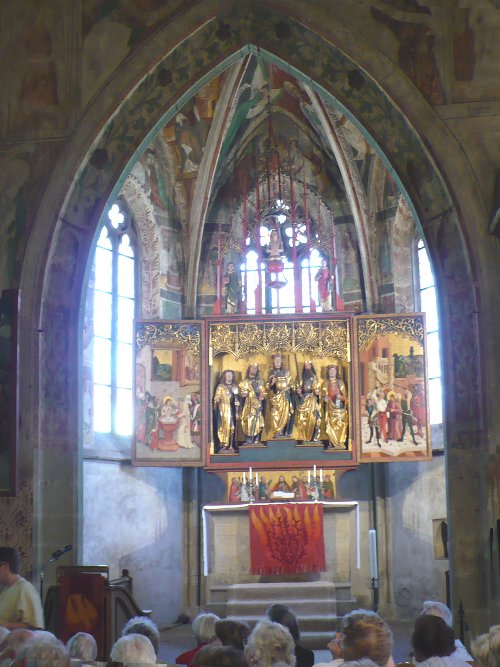
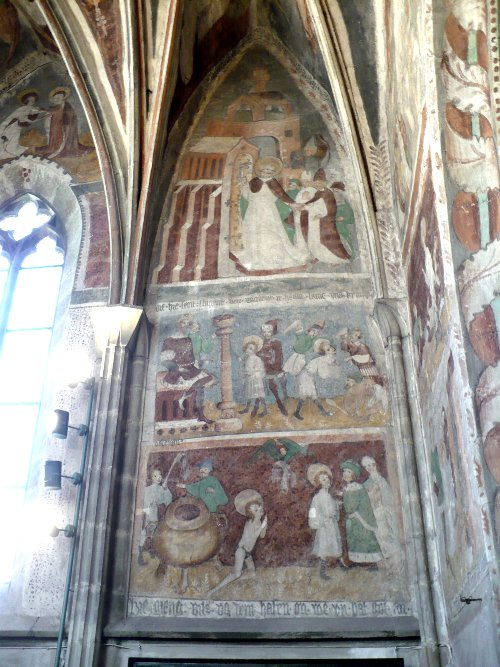
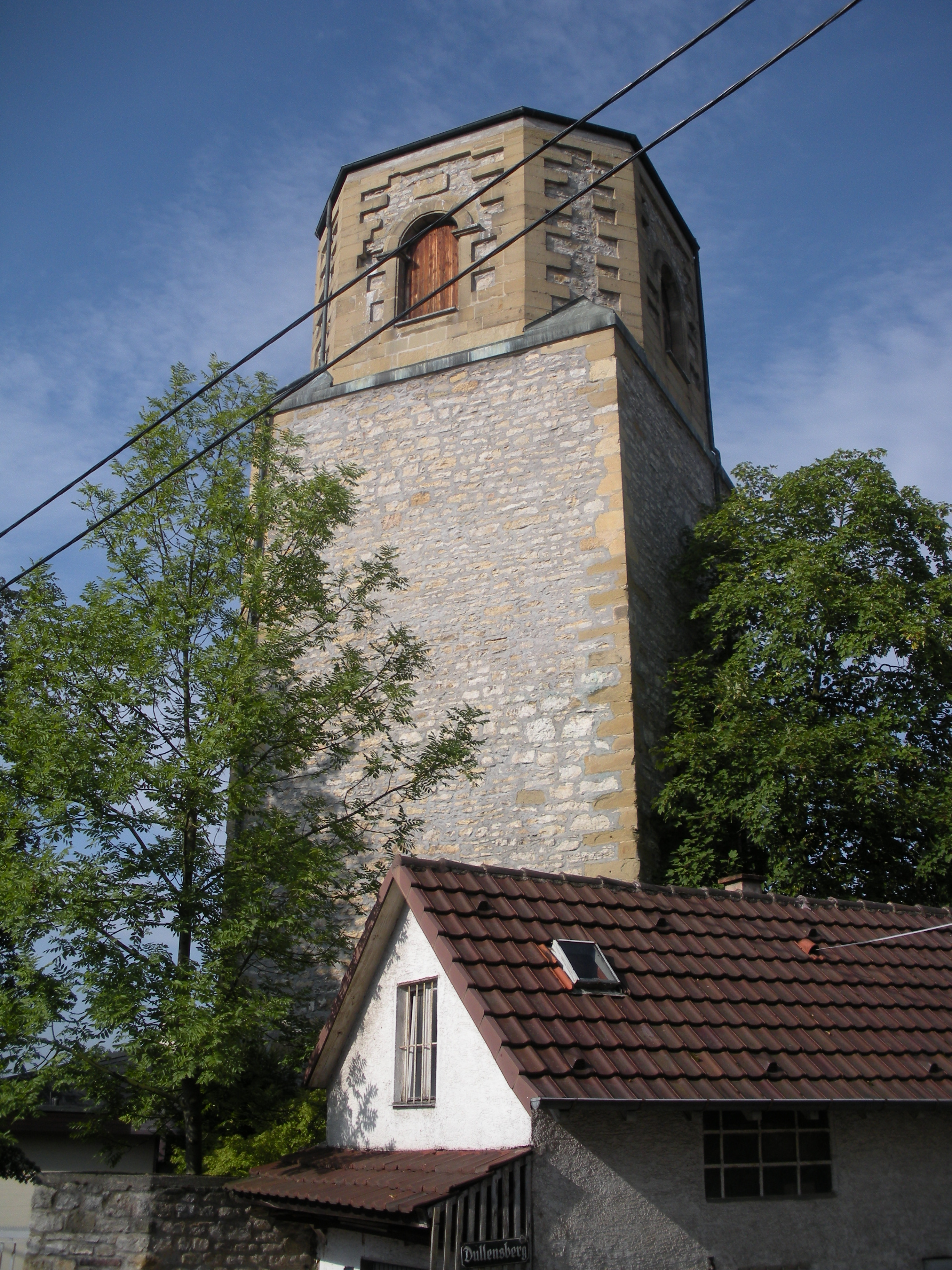
Ruine der Walpurgiskirche Stuttgart-Mühlhausen

- Die Veitskapelle in Mühlhausen von 1380: Diese kunsthistorisch bedeutendste Kirche Stuttgarts ist äußerlich eher klein und schlicht, aber, da sie von Umbauten, Bilderstürmen und Kriegsschäden verschont blieb, erwartet den Besucher im Inneren ein farbiges Gesamtkunstwerk: schöne Wandmalereien aus dem 15. Jahrhundert mit Szenen aus der Bibel und der Veits-Legende (geöffnet ist die Kirche sonntags zum 9:30-Uhr-Gottesdienst sowie von Ostern bis Erntedank jeden Sonntagnachmittag von 14 bis 16:30 Uhr).
- Die Ruine Engelburg ist der Rest einer Höhenburg auf einer Bergkuppe über dem Stadtteil Mühlhausen.
- Die Heidenburg ist der Rest der Ortsburg aus dem 12. Jahrhundert.
- Die Burgruine Hofen wurde vermutlich im 13. Jahrhundert erbaut, zerstört wurde die Burg im Dreißigjährigen Krieg. Sie diente zur Sicherung der Neckarfurt nach Mühlhausen.
- Das Palm’sche Schloss wurde 1813 für Jonathan Freiherrn von Palm im Stile des Klassizismus auf den Fundamenten des abgebrochenen alten Schlosses erbaut.
- Die katholische Kirche St. Barbara in Hofen wurde 1783/1784 erbaut. Ein Großteil der Einrichtung kam aus dem 1805 aufgelösten Oeffinger Franziskanerkloster 1810 nach Hofen. Seit 1954 werden Wallfahrten zur Stuttgarter Madonna, welche vom letzten katholischen Pfarrer der Stuttgarter Stiftskirche 1535 nach Hofen gebracht wurde, veranstaltet.
- Ruine der Walpurgiskirche in der Walpurgisstraße 20 im historischen Ortskern.
- Seit 1972 erinnert auf dem Friedhof Veitstraße 82 ein Ehren- und Mahnmal von dem Bildhauer Hans Berweiler an die Toten der Weltkriege und an die Opfer der NS-Gewaltherrschaft.[10]

## Politik
| Gemeinderatswahl 2024Wahlbeteiligung: 57,7 % 3020100 23,422,911,18,37,46,24,54,112,1 CDUGrüneSPDAfDFDP/DVPFWLinkeSÖSSonst.Gewinne und Verlusteim Vergleich zu 2019 %p 4 2 0 −2 −4+4,0−3,4−0,5+2,2−0,5−0,9−0,8−0,3+0,2CDUGrüneSPDAfDFDP/DVPFWLinkeSÖSSonst. Dem Bezirksbeirat Mühlhausen gehören auf Grund der Einwohnerzahl des Stadtbezirks 13 ordentliche und ebenso viele stellvertretende Mitglieder an. Seit der letzten Kommunalwahl 2024 gilt folgende Sitzverteilung: - CDU: 4 - Die Grünen: 2 - SPD: 2 - AfD: 2 - FW: 1 - FDP: 1 - Die Linke: 1 |

### Wappen
| Wappen von Mühlhausen | Blasonierung: „In gespaltenem Schild vorne in Schwarz drei liegende silberne Mühleisen übereinander, hinten von Silber und Rot schräggeteilt, darin ein schräglinker Amtsstab in verwechselten Farben.“ |
| Wappen von Mühlhausen | Wappenbegründung: Obwohl Mühlhausen bereits im frühen 15. Jahrhundert einen eigenen Rat hatte, hatte der Ort erst im 18. Jahrhundert eigene Siegel. Es zeigte das Wappen der Herren von Palm, den letzten Besitzern des dortigen Schlosses. 1805 wurde Mühlhausen Teil von Württemberg und bald darauf wurden die oben beschriebenen Wappen verwendet. Die rechte Hälfte zeigt drei Mühleisen aus dem Wappen von Reinhard van Mühlhausen, dem der Gründer der Ortskapelle, in gegensätzlichen Farben. Die Bedeutung oder Herkunft der linken Hälfte ist nicht bekannt. Da Mühlhausen zum Oberamt Cannstatt gehörte und die Farben die gleichen sind wie die von Bad Cannstatt, kann es sein, dass dieses Feld die Verbundenheit zu Cannstatt symbolisiert. |

## Personen und Ehrenbürger
- Julius Christian Johannes Zeller (* 24. Juni 1822 in Mühlhausen am Neckar; † 31. Mai 1899 in Cannstatt) studierte Mathematik, Geographie und Theologie.
- 1907 wurde Pfarrer Wilhelm Presset (1863–1941) zum Ehrenbürger ernannt.
- Helmut Klimek (* 1941), Musiker, Komponist und Musikverleger; seit 1988 in Mühlhausen